# Saint-Seurin-sur-l'Isle
Saint-Seurin-sur-l'Isle é uma comuna francesa na região administrativa da Nova Aquitânia, no departamento da Gironda. Estende-se por uma área de 8,83 km². Em 2010 a comuna tinha 3 168 habitantes (densidade: 358,8 hab./km²).